# Вавилон великий

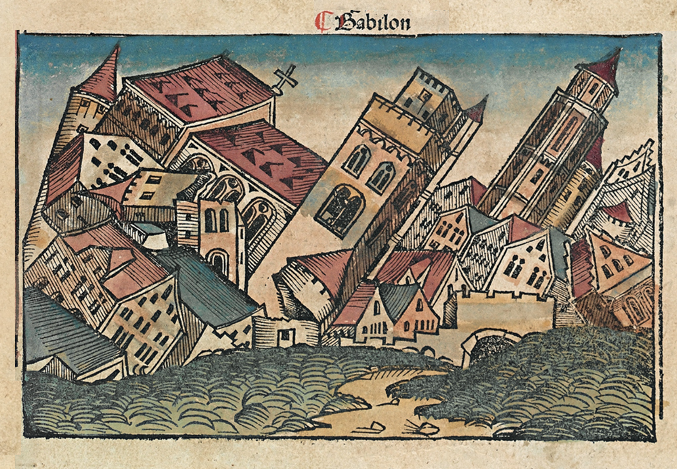
Падение Вавилона
(миниатюра Нюрнбергской хроники, 1493 год)

Вавилон великий (др.-греч. Βαβυλὼν ἡ μεγάλη) — иносказательное выражение из книги Откровения Иоанна Богослова. Вавилон великий связан с образом Вавилонской блудницы и получил у богословов различные толкования.

## Вавилон в Откровении Иоанна
Согласно рассказу Иоанна Богослова, явившийся ему ангел повёл его смотреть «суд над великою блудницею, сидящею на водах многих;  с нею блудодействовали цари земные, и вином её блудодеяния упивались живущие на земле» (Откр. 17:1-2). Ангел ведёт его в пустыню, где он:

увидел жену, сидящую на звере багряном, преисполненном именами богохульными, с семью головами и десятью рогами. И жена облечена была в порфиру и багряницу, украшена золотом, драгоценными камнями и жемчугом, и держала золотую чашу в руке своей, наполненную мерзостями и нечистотою блудодейства её; и на челе её написано имя: тайна, Вавилон великий, мать блудницам и мерзостям земным. Я видел, что жена упоена была кровью святых и кровью свидетелей Иисусовых, и видя её, дивился удивлением великим.
— Откр. 17:3-6

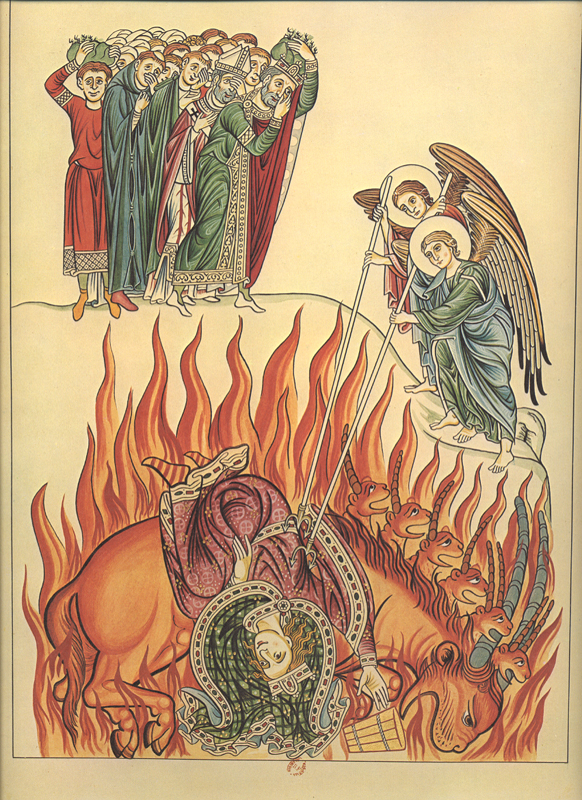
Падение Вавилонской блудницы
(миниатюра Геррады Ландсбергской, конец XII века)

Далее Иоанн описывает увиденное им падение Вавилона: «пал, пал Вавилон великий» (Откр. 18:2). Падение города отождествляется с падением блудницы:

Сколько славилась она и роскошествовала, столько воздайте ей мучений и горестей. Ибо она говорит в сердце своём: «сижу царицею, я не вдова и не увижу горести!» За то в один день придут на неё казни, смерть и плач и голод, и будет сожжена огнём, потому что силен Господь Бог, судящий её.
— Откр. 18:7-8
Это объясняется тем, что по-гречески город — πόλις — женского рода и поэтому у Иоанна встречаются следующие фразы: «…видя дым от пожара её, возопили, говоря: какой город подобен городу великому!» (Откр. 18:18)

## Толкования
С образом Вавилона великого богословы чаще всего связывают указание на город Рим или Римской империи. Также существует мнение, что под этим городом показан образ отпавшей церкви. В растафарианстве термин «Вавилон» обозначает стяжательскую западную культуру, современную социально-политическую и экономическую систему вообще.

### Рим
Комментируя книгу Откровения, христианские богословы обычно считают, что Вавилон и его блудница представляют собой «город антихристианскаго царства, который может быть назван Вавилоном или Римом по сходству своей культуры и по своему боговраждебному развращающему влиянию на другие народы». Это мнение основано на словах Иоанна Богослова: «Жена же, которую ты видел, есть великий город, царствующий над земными царями» (Откр. 17:18). Традиция такого толкования является наиболее древней, её придерживались Ириней Лионский (II век), Ипполит Римский (170—235), Кирилл Иерусалимский (315—386), Иоанн Златоуст (347—407).
Уильям Баркли в своём комментарии к Новому Завету пишет:

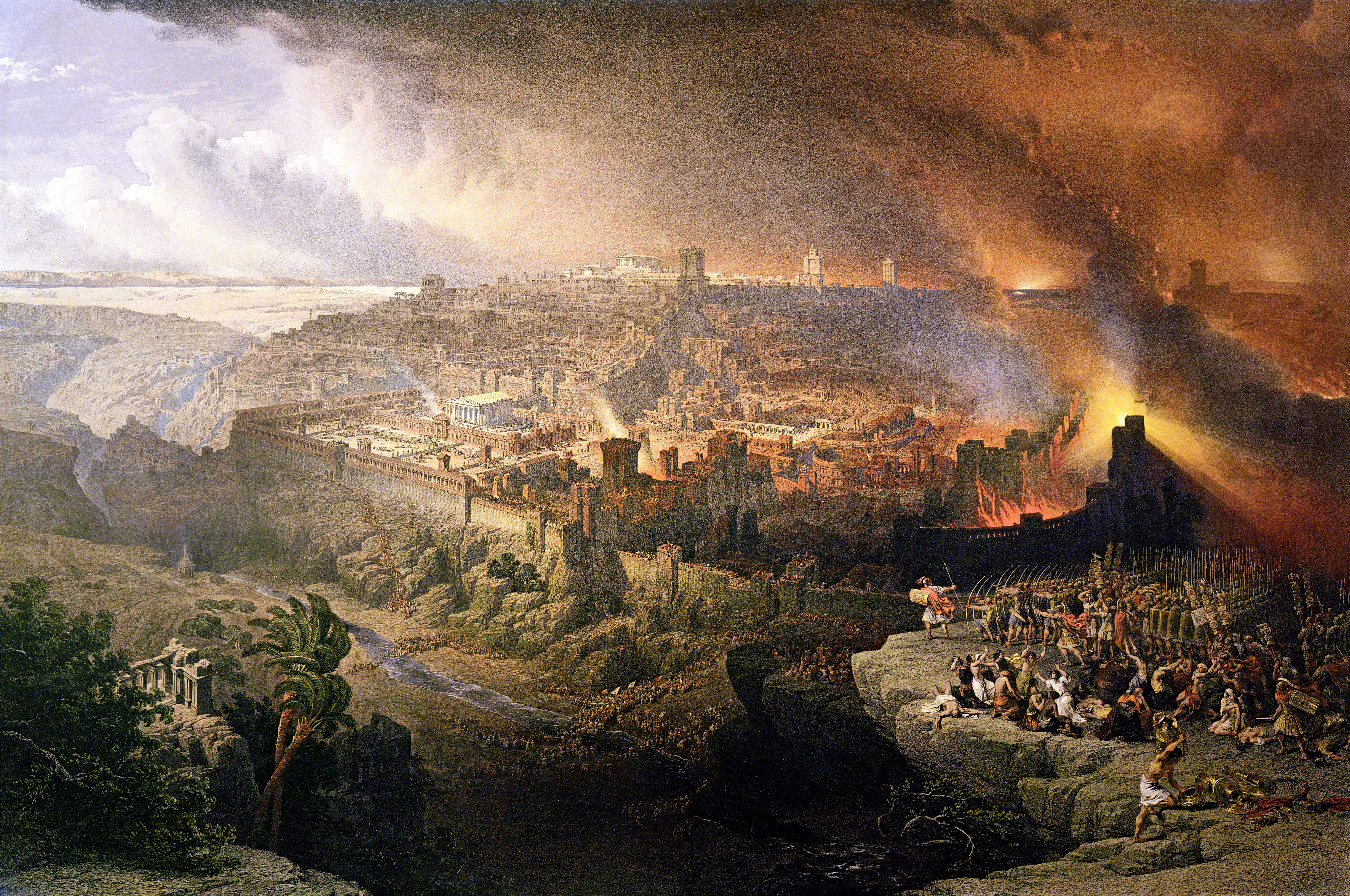
Разрушение Иерусалима императором Титом
(Дэвид Робертс, 1850 год)

Вавилон значит Рим; что неведомо постороннему, то хорошо знает христианский читатель. Всё, что сказано о Вавилоне, в действительности относится к Риму.

### Иерусалим
Поскольку время написания Апокалипсиса совпадает со временем разрушения Иерусалима и Иерусалимского храма, имевших большое значение для раннего христианства, это позволяет ряду авторов предположить, что в данном сочинении отражены современные автору события. Первым исследователем, выдвинувшим гипотезу, что в образе Вавилона и блудницы показан Иерусалим, стал Фермен Абози. Он увидел в семи горах, упоминаемых в Откр. 17:9, семь холмов, на которых стоит Иерусалим, а падение Вавилона счёл описанием разрушения Иерусалима римским императором Титом в 70 году. Аналогичные выводы были сделаны французским богословом Жаном Гардуэном.

### Церковь
См. также Образ Вавилонской блудницы в различных деноминациях
Более поздние ветви христианства и новые религиозные движения стали рассматривать Вавилон и его блудницу как образ отпавшей от веры церкви. Наиболее в жёсткой форме это проявилось у свидетелей Иеговы, которые применяют этот образ ко всем религиям, кроме своей, в том числе к традиционным христианским церквям:

В соответствии с пророческим видением, великий Вавилон — великая блудница, которая вела народы, нации и племена в кровавые войны, крестовые походы и вендетты, благословляя их с заклинаниями, святой водой, молитвами… Её духовенство, особенно её священники, были послушными орудиями правителей в ведении людских масс как пушечного мяса на резню двух мировых войн и других главных конфликтов. Католик убивал католика, и протестант, исполненный сознания долга, резал протестанта…

Также свидетели Иеговы определяют Вавилон великий как «Мировую империю ложной религии» и считают, что именно с уничтожения Вавилона Великого начнётся Великое бедствие.